# Чунґтханґ
Чунґтханґ або Чунґтанґ (англ. Chungthang) — місто в окрузі Північний Сіккім індійського штату Сіккім. Місто розташоване у злиття річок Ланчен і Ланчуґ біля їх впадіння до річки Тіста, за 95 км від столиці штату Ґанґтока. В Чунґтханзі розташована велика військова база індійської армії, що містить, зокрема, медичний центр.